# علم اجتماع الصحة والمرض
علم اجتماع الصحة والمرض أو علم اجتماع الصحة والعافية أو علم اجتماع الصحة، يدرس التفاعلات بين المجتمع والصحة. الهدف من هذا المجال النظر في تأثير الحياة الاجتماعية على الأمراض ومعدل الحياة والعكس. يختلف هذا الجانب من علم الاجتماع عن علم الاجتماع الطبي في أن هذا الفرع من علم الاجتماع يناقش الصحة والمرض في علاقتها مع المؤسسات الاجتماعية كالعائلة والعمل والمدرسة. يتخصص علم الاجتماع الطبي في العلاقة بين المريض ومقدم الرعاية الصحية وبدور العاملين في المهن الصحية في المجتمع. يغطي علم اجتماع الصحة والمرض علم الأمراض الاجتماعي (أسباب الأوبئة والمرض)، وأسباب طلب أنماط معينة من المساعدة الطبية، وامتثال المريض أو عدم امتثاله للأنظمة الطبية.
كانت الصحة والمشاكل في الصحة في فترة سابقة تُعزى فقط إلى الأسباب البيولوجية والطبيعية. أظهر علماء الاجتماع أن انتشار الأمراض يتأثر بدرجة كبيرة بالحالة الاجتماعية الاقتصادية للأفراد والعرق والعادات والاعتقادات والعوامل الثقافية أخرى. تجمع الأبحاث الطبية البيانات الإحصائية حول مرض ما بينما يقدم المنظور الاجتماعي للمرض الرؤية حول الأسباب الخارجية المؤثرة على السكان والتي ساهمت في إصابتهم بالمرض الذي وصل إليهم.
يتطلب هذا الموضوع مقاربة تحليلية على مستوى العالم لأن تأثيرات العوامل المجتمعية متباينة عبر أرجاء العالم. تُدرس الأمراض في سياق اجتماعي وتُقارن بناءً على أسس في الطب التقليدي والاقتصاد والدين والثقافة، محدِدة لكل منطقة. يقدم فيروس نقص المناعة المكتسب (الإيدز) أساسًا مشتركًا للمقارنة بين البقاع المختلفة. يمثل الإيدز مشكلة كبيرة في بعض مناطق العالم، إلا أنه يصيب نسبة صغيرة نسبيًا من السكان في مناطق أخرى. يمكن أن تساعد العوامل الاجتماعية في توضيح أسباب هذه التناقضات.
هناك اختلافات واضحة في أنماط الصحة والمرض بين المجتمعات وعبر الأزمنة وضمن أنماط مجتمعية معينة. تاريخيًا، كان هناك انحدار طويل الأمد في معدل الوفيات في المجتمعات الصناعية، بشكل وسطي، يكون متوسط العمر المتوقع أعلى بكثير في المجتمعات المتقدمة مقارنةً بالمجتمعات النامية أو غير المتطورة. وبالنظر إلى أنماط التغير العالمي في أنظمة الرعاية الصحية، من الضروري اليوم البحث في علم اجتماع الصحة والمرض وفهمه. يمكن أن تؤثر التغيرات المتواصلة في الاقتصاد والعلاج والتكنولوجيا والتأمين على الطريقة التي تنظر بها المجتمعات الفردية إلى الرعاية الطبية المتوفرة وتتجاوب معها. تجعل هذه التقلبات السريعة قضية الصحة والمرض في الحياة الاجتماعية حيوية جدًا في التعريف. إن تطوير المعلومات أمر حيوي فدراسة علم اجتماع الصحة والمرض بحاجة إلى التحديث المستمر تزامنًا مع تطور الأنماط.

## خلفية تاريخية

لوحة جدارية لما يُعرف بـ"قبر الأطباء" عُثر عليها في قبر لمسؤول من مصر القديمة.

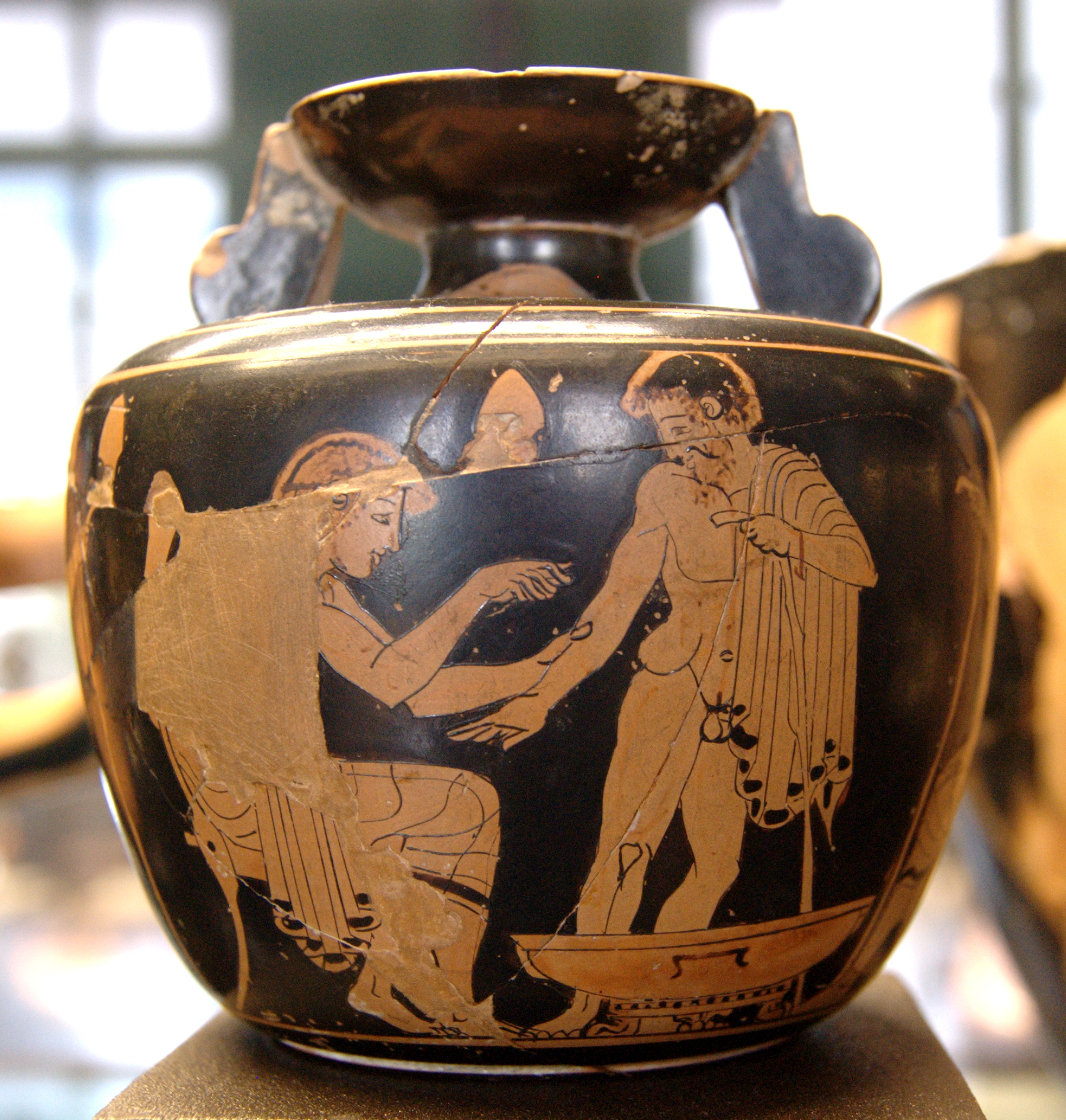
طبيب في اليونان القديمة وهو يعالج أحد المرضى (480–470 ق.م)

لطالما طلب البشر مشورة أصحاب المعرفة والمهارة في الطبابة. يتيح علم الأمراض القديمة وغيره من السجلات التاريخية دراسة طريقة تعامل المجتمعات القديمة مع المرض وتفشيه. لقيَ الأطباء المتخصصون في أمراض معينة الرعاية من قبل الحكام في مصر القديمة. إمحوتب أول طبيب معروف بالاسم، وهو مصريّ قديم عاش قرب عام 2650 قبل الميلاد، وكان مستشارًا للملك زوسر في وقت كان المصريون فيه يحرزون تقدمًا في مجال الطب. ومن إسهاماته في الطب كتاب تناول علاج الجروح والكسور وحتى الأورام.
كان إيقاف انتشار الأمراض المعدية مهمًا جدًا للحفاظ على مجتمع صحي. سجّل ثوسيديديس -بعد أن نجا من الوباء- تفشّي المرض خلال الحرب البيلوبونيسية. توضح قصته كيف تؤثر عوامل خارج المرض بحد ذاته على المجتمع. تركّز الأثينيون تحت الحصار داخل المدينة. وكانت المراكز الرئيسية في المدينة الأكثر تضررًا. ما جعل المرض أشدّ فتكًا، ومع النقص المحتمل في الغذاء، كان مصير أثينا أمرًا محتومًا. مات بفعل المرض نحو ربع السكان. وقال توسيديديس إن الوباء «انتشر بعيدًا بشكل مشابه». وهاجم المرض السكان في جميع الأعمار والقوميات ومن الجنسين.
شددت النظم الطبية القديمة على أهمية تخفيف المرض عبر ممارسة الكهانة والطقوس. انتشرت قواعد السلوك الأخرى والأنظمة الغذائية في العالم القديم. خلال عهد سلالة زو في الصين، رأى الأطباء ضرورة ممارسة الرياضة والتأمل والاعتدال للحفاظ على صحة المرء. ربط الصينيون الصحة بالعافية الروحية بشكل وثيق. وركزت الأنظمة الصحية في الهند القديمة على العناية بصحة الفم واعتبرتها أهم أساليب الحصول على الحياة الصحية. أوجدت تعاليم التلمود قواعد صحية أكدت على طقوس النظافة وربطت الأمراض ببعض الحيوانات وأنشأت الحميات الغذائية. ومن الأمثلة التاريخية القديمة أيضًا شريعة موسى والحمامات والقنوات الرومانية.
في العالم القديم، كانت طبقة النخبة الطبقة الأكثر اهتمامًا بالصحة والنظافة والمرض. كان يُعتقد أن الصحة الجيدة تخفض خطر التدنيس الروحي وتعزز بالتالي الوضع الاجتماعي للطبقة الحاكمة التي اعتبرت نفسها منارة للحضارة. في الفترة الرومانية المتأخرة، كان موضوع نظافة الطبقات الدنيا مصدر قلق للطبقة المُترفة. تبرع أصحاب القدرة بالوسائل اللازمة للجمعيات الخيرية التي تستهدف صحة الطبقات الأدنى. بعد تراجع الإمبراطورية الرومانية، اختفى الأطباء والاهتمام بالصحة العامة إلّا من المدن الكبرى. وبقي أطباء الصحة العامة في الإمبراطورية البيزنطية. أدى التركيز على منع انتشار الأمراض كالجدري إلى انخفاض معدل الوفيات في معظم أنحاء العالم الغربي. ومن العوامل الأخرى التي سمحت بازدياد عدد السكان حديثًا: تحسين الغذاء والإصلاحات البيئية (كتأمين المياه النظيفة).
بدأ الاهتمام بالصحة من قبل الدولة كما في الوقت الحاضر في العصور الوسطى. من الإجراءات الحكومية: الحفاظ على نظافة المدن وفرض الحجر الصحي أثناء الأوبئة والإشراف على أنظمة الصرف الصحي. لعبت الشركات الخاصة أيضًا دورًا في الصحة العامة. وقدمت الدولة والشركات الخاصة التمويل للأبحاث والمعاهد. دفعت الأوبئة معظم هذه الإجراءات الحكومية. كان الهدف المبكر من الاهتمام بالصحة العامة رجعيًا في حين أن الهدف حديثًا هو الوقاية من المرض قبل أن يتحول إلى مشكلة. بالرغم من التحسن العام في الصحة العالمية، لم تتقلص الفجوة الصحية بين الأثرياء والفقراء. اليوم، يلقي المجتمع اللوم في القضايا الصحية على الفرد بدلًا من المجتمع بأسره. كان هذا الرأي سائدًا في أواخر القرن العشرين. في ثمانينيات القرن الماضي، عارض «التقرير الأسود» الذي نُشر في المملكة المتحدة هذا الرأي وجادل بأن السبب الحقيقي للمشكلة هو الحرمان المادي. قدم التقرير إستراتيجية شاملة لمكافحة الفقر بغية معالجة هذه القضايا. لكنها لم توافق آراء حكومة المحافظين، لذلك لم يُفعّل الاقتراح فورًا. انتقد حزب العمال حكومة المحافظين لعدم تنفيذ الاقتراحات المذكورة في التقرير الأسود. أعطى هذا النقد التقرير الأسود الشهرة التي يحتاجها واعتُبرت حججه تفسيرًا صالحًا لعدم المساواة الصحيّة. وكان هناك أيضًا جدل حول ما إذا كان الفقر يسبب اعتلال الصحة أو العكس. ركزت نقاشات هيئة الخدمات الصحية الوطنية بشكل كبير على الفقر ونقص الرعاية الصحية. وُجد أيضًا أن للوراثة أثر في الصحة يفوق أثر البيئة الاجتماعية، لكن الأبحاث أثبتت وجود علاقة إيجابية بين عدم المساواة الاجتماعية الاقتصادية والمرض.
مؤخرًا، أكدت الدراسات الاجتماعية في مجال الصحة والتي تتبع منظور دورة الحياة على محدودية وجهة النظر التي تُرجع النتائج الصحية إلى العوامل الفردية فقط.

## المنهجية
| >80 77.5–80 75–77.5 72.5–75 70–72.5 | 67.5–70 65–67.5 60–65 55–60 50–55 |

متوسط العمر المتوقع حسب البلد عام 2015

يبحث علم اجتماع الصحة والمرض في ثلاثة مجالات: وضع المفاهيم، ودراسة المقاييس والتوزع الاجتماعي، وتفسير أنماط الصحة والمرض. يمكن للباحثين عبر البحث في هذه الأمور النظر إلى الأمراض المختلفة من زاوية اجتماعية. يختلف انتشار الأمراض والتجاوب معها باختلاف الثقافة. ومن خلال مراقبة الوضع الصحي السيئ، يمكن للباحثين معرفة أثر الصحة على الأنظمة والضوابط الاجتماعية المختلفة. عند قياس توزع الصحة والمرض، من المفيد الاستعانة بالإحصائيات الرسمية والدراسات الاستقصائية المجتمعية. تتيح الإحصاءات الرسمية معرفة الأفراد الذين خضعوا للعلاج. ويوضح ذلك أنهم يرغبون بالاستعانة بالخدمات الصحية وقادرون على ذلك. ويلقي الضوء على وجهة نظر المريض حول مرضه. من جانب آخر، تنظر الدراسات الاستقصائية المجتمعية إلى تقييم الناس لصحتهم. والعلاقة بين المحددات السريرية للمرض وما يُبلغ عنه المريض وتجد تعارضًا في كثير من الأحيان.
في أحيان كثيرة، تحل إحصائيات الوفيات مكان إحصائيات الإمراضية، في المجتمعات المتقدمة حيث يموت الناس بفعل الأمراض التنكسية، يلقي العمر الذي يموتون فيه المزيد من الضوء على حالتهم الصحية في حياتهم. هناك محدودية كبيرة في هذا التقييم عند البحث في أنماط المرض، لكن علماء الاجتماع يستعينون بالبيانات المختلفة لتحليل التوزع بشكل أفضل. يكون متوسط العمر المتوقع في المجتمعات النامية عادةً أقل مقارنةً مع البلدان المتقدمة. وقد وُجدت ارتباطات بين الوفيات والجنس والعمر. الصغار جدًا وكبار السن هم الأكثر عرضة للإصابة بالأمراض والموت. تعيش المرأة عادةً أكثر من الرجل، لكن النساء أكثر عرضة لاعتلال الصحة.
وُجدت تباينات في الصحة بين الأفراد من مختلف الطبقات الاجتماعية والأعراق ضمن المجتمع نفسه، ولكن العاملين في الطب يولون الأهمية الأكبر «للسلوكيات المتعلقة بالصحة» كاستهلاك الكحول والتدخين والنظام الغذائي وممارسة الرياضة. تدعم كمية كبيرة من البيانات الاستنتاج الذي يقول إن تأثير هذه السلوكيات على الصحة أكبر من تأثير العوامل الأخرى. ويرى علماء الاجتماع فائدة النظر إلى الصحة والمرض برؤية شاملة. يوافق علماء الاجتماع على أن استهلاك الكحول والتدخين والنظام الغذائي وممارسة الرياضة قضايا مهمة، لكنهم يرون أيضًا أهمية تحليل العوامل الثقافية التي تؤثر على هذه الأنماط. يبحث علماء الاجتماع في تأثير العملية الإنتاجية على الصحة والمرض. إضافة للبحث في قضايا أخرى كالتلوث الصناعي والتلوث البيئي وحوادث العمل والأمراض المرتبطة بالإجهاد.
للعوامل الاجتماعية دور هام في تطوير الصحة وفي الأمراض. تشير دراسات علم الأوبئة إلى أن الاستقلالية والتحكم في مكان العمل عاملان هامان في مسببات الأمراض القلبية. عدم التوازن بين الجهد المبذول والمردود هو أحد أسباب المرض. اقترن انخفاض فرص التقدم الوظيفي وعدم القدرة على التحكم بالعمل بنتائج صحية سلبية. وأظهرت دراسات مختلفة أن أوضاع الحقوق التقاعدية يمكن أن تلقي الضوء على الاختلافات في معدل الوفيات بين الرجال والنساء المتقاعدين من مختلف الطبقات الاجتماعية الاقتصادية. تكشف هذه الدراسات دور العوامل الخارجية في الصحة والمرض.

## منظور عالمي

### أفريقيا
يعد الإيدز الوباء الرئيسي الذي يؤثر على الرعاية الاجتماعية في أفريقيا. يمكن أن يسبب فيروس نقص المناعة البشرية مرض الإيدز وهو اختصار لمتلازمة نقص المناعة المكتسبة، وهي حالة تصيب البشر يبدأ فيها الجهاز المناعي في الفشل، ما يؤدي إلى الإصابة بعدوى تهدد الحياة. يقع ثلثي المصابين بفيروس نقص المناعة البشرية في أفريقيا جنوب الصحراء. منذ بدء الوباء، توفي أكثر من 15 مليون أفريقي بسبب مضاعفات الإيدز.
غالبًا ما يكون أعضاء المجموعات الدينية في أفريقيا جنوب الصحراء والذين يشاركون باستمرار في الأنشطة الدينية أقل عرضة لخطر الإصابة بفيروس نقص المناعة البشرية/الإيدز. على الجانب المقابل، توجد العديد من المعتقدات بأن علاج الذكور المصابين ممكن عن طريق ممارسة الجنس مع فتاة عذراء. تزيد هذه المعتقدات من أعداد المصابين بالفيروس وتزيد أيضًا من عدد حالات اغتصاب النساء.
يعد العلاج بالأعشاب أحد الطرق الأولية المستخدمة لعلاج فيروس نقص المناعة البشرية في أفريقيا. يُستخدم أكثر من العلاج القياسي لأنه أقل كلفة. إن العلاج بالأعشاب ذو كلفة معقولة ولكنه يفتقر إلى البحث والتنظيم. يشكل هذا النقص في البحث حول فعالية الأدوية العشبية ومكوناتها خللًا كبيرًا في دورة علاج فيروس نقص المناعة البشرية في أفريقيا.
من الناحية الاقتصادية، لفيروس نقص المناعة البشرية تأثير سلبي كبير. تتضاءل القوى العاملة في أفريقيا ببطء، بسبب الوفيات والأمراض المتعلقة بفيروس نقص المناعة البشرية. استجابةً لذلك، ينخفض كل من الدخل الحكومي والإيراد الضريبي. يتعين على الحكومة أن تنفق المزيد من الأموال من أجل رعاية المصابين بفيروس نقص المناعة البشرية/الإيدز.
تعد ظاهرة الأيتام مشكلة اجتماعية رئيسية في أفريقيا ناتجة عن فيروس نقص المناعة البشرية. تعد ظاهرة الأيتام في أفريقيا مشكلة إقليمية. في معظم الحالات، يُصاب كلا الوالدين بفيروس نقص المناعة البشرية. بسبب ذلك، تقع تربية الأطفال عادةً على عاتق جدتهم وفي الحالات القصوى، يضطرون إلى العناية بأنفسهم. من أجل رعاية الآباء المرضى، يتعين على الأطفال تحمل المزيد من المسؤولية من خلال العمل لتأمين دخل. لا يفقد الأطفال والديهم فحسب، بل يفقدون طفولتهم أيضًا. بعد توفير الرعاية لوالديهم، يفقد الأطفال أيضًا فرصهم في التعلم، ما يزيد من خطر الحمل في سن المراهقة وزيادة عدد الأشخاص المصابين بفيروس نقص المناعة البشرية. الطريقة الأكثر فعالية للحد من ظاهرة الأيتام هي الوقاية: منع عدوى الأطفال بفيروس نقص المناعة البشرية من أمهاتهم عند الولادة، بالإضافة إلى تثقيفهم حول المرض مع تقدمهم في السن. يقلل تثقيف الكبار حول فيروس نقص المناعة البشرية ورعاية المصابين من عدد الأيتام بشكل كبير.
يؤدي وباء فيروس نقص المناعة البشرية/الإيدز إلى خفض متوسط العمر المتوقع للأفراد في أفريقيا بمقدار عشرين سنة. الفئة العمرية ذات أعلى معدلات الوفاة، بسبب فيروس نقص المناعة البشرية، هي تلك التي تتراوح بين 20 و49 سنة. تمثل هذه الفئة العمرية الفترة التي يحصل فيها الكبار على معظم دخلهم، فلا يمكنهم تحمل تكاليف إرسال أطفالهم إلى المدرسة، بسبب ارتفاع تكاليف أدويتهم. يؤدي أيضًا إلى نقص أعداد من يمكنهم المساعدة في الاستجابة لهذا الوباء.

### آسيا
تختلف البلدان الآسيوية اختلافات كبيرة في عدد السكان والثروة والتكنولوجيا والرعاية الصحية، ما سبب اختلاف أساليب التعامل مع الصحة والمرض. تملك اليابان، على سبيل المثال، ثالث أعلى قيمة لمتوسط العمر المتوقع (82 سنة)، بينما تحتل أفغانستان المرتبة 11 الأسوأ (44 سنة). تشمل القضايا الرئيسية في الصحة الآسيوية الولادة وصحة الأم وفيروس نقص المناعة البشرية والإيدز والصحة العقلية ومشاكل الشيخوخة والمسنين. تتأثر هذه المشاكل بالعوامل الاجتماعية الدينية أو المعتقدات، ومحاولات التوفيق بين الممارسات الطبية التقليدية والمهنية الحديثة، والوضع الاقتصادي لسكان آسيا.
مثل بقية العالم، تعد آسيا مهددة من قبل جائحة محتملة لفيروس نقص المناعة البشرية والإيدز. تعد فيتنام مثالًا جيدًا على كيفية نشر التوعية الآسيوية بفيروس نقص المناعة البشرية/الإيدز والمواقف تجاه هذا المرض. فيتنام دولة ذات جذور إقطاعية وتقليدية، انتشرت بسبب الغزوات والحروب والتكنولوجيا والسفر بشكل عالمي. غيرت العولمة وجهات النظر والقيم التقليدية. وكانت مسؤولة عن انتشار فيروس نقص المناعة البشرية والإيدز في فيتنام. حتى العولمة المبكرة أضافت إلى هذه المشكلة – جعل النفوذ الصيني فيتنام مجتمعًا كونفوشيوسيًا، تكون فيه النساء أقل أهمية من الرجال. لا يتوجب على الرجال، بحكم تعاليهم، أن يكونوا مسؤولين جنسيًا، وغالبًا ما تكون النساء، غير المتعلمات بشكل جيد، غير مدركين للخطر، ما يسبب استمرار انتشار فيروس نقص المناعة البشرية والإيدز وغيرها من الأمراض المنقولة جنسيًا.

### أستراليا
تأثرت الأنماط الصحية الموجودة في قارة أستراليا، والتي تشمل جزر المحيط الهادئ، بشكل كبير بالاستعمار الأوروبي. رغم أن المعتقدات الطبية الأصلية ليست منتشرة بشكل كبير في أستراليا، ما تزال الأفكار التقليدية تسبب مشاكلًا في الرعاية الصحية ضمن العديد من جزر المحيط الهادئ. أدى التحضر السريع في أستراليا إلى انتشار حمى التيفوئيد والطاعون الدملي. لهذا السبب، أُضفي الطابع المهني على الصحة العامة ابتداءً من أواخر سبعينيات القرن التاسع عشر في محاولة للسيطرة على هذه الأمراض وغيرها. تطور النظام الصحي الأسترالي منذ ذلك الحين بشكل مشابه للدول الغربية وكان الأثر الثقافي الرئيسي على الرعاية الصحية هو الأيديولوجيات السياسية للأحزاب التي تسيطر على الحكومة.
يوجد في أستراليا مرافق علاجية ل«مشاكل الشرب» منذ سبعينيات القرن التاسع عشر. في ستينيات وسبعينيات القرن العشرين، اعترفت أستراليا بوجود عدة مئات الآلاف من مدمني الكحول من بين سكانها وأصبحت الوقاية أولوية على العلاج، إذ تم الإجماع على أن العلاجات غير فعالة بشكل عام. بدأت الحكومة تصدر قوانين لمحاولة الحد من استهلاك الكحول ولكنها واجهت باستمرار معارضة مناطق صنع النبيذ في جنوب أستراليا. عملت الحكومة أيضًا لمنع المخدرات غير المشروعة، وخاصةً الهيروين، الذي أصبح يُستخدم على نطاق واسع في خمسينيات القرن العشرين كمسكن ألم.

### أوروبا
صاحبة أكبر مجهود لتحسين المستوى الصحي عبر أوروبا هي منظمة الصحة العالمية في المنطقة الأوروبية. هدفها هو تحسين المستوى الصحي للسكان الفقراء والمحرومين من خلال تعزيز أنماط الحياة الصحية بما في ذلك البيئية والاقتصادية والاجتماعية وتوفير الرعاية الصحية. تعد مستويات الصحة العامة في أوروبا مرتفعة جدًا مقارنةً ببقية العالم. يبلغ متوسط العمر المتوقع نحو 78 في دول الاتحاد الأوروبي، لكن هناك فجوة واسعة بين أوروبا الغربية والشرقية. يبلغ متوسط العمر المتوقع 67 في روسيا و 73 في دول البلقان. تشهد أوروبا زيادة في انتشار فيروس نقص المناعة البشرية/الإيدز في أوروبا الشرقية بسبب تدهور الوضع الاجتماعي والاقتصادي. تنتشر أمراض القلب والأوعية الدموية والسرطان والسكري أكثر في أوروبا الشرقية. تدعي منظمة الصحة العالمية أن الفقر هو أهم العوامل المؤدية إلى اعتلال الصحة في جميع أنحاء أوروبا. يكون أصحاب الحالة الاجتماعية الاقتصادية المتدنية والعديد من الشباب معرضين أيضًا للخطر بسبب زيادة احتمال تعاطي التبغ والكحول والمخدرات. تتلقى برامج الصحة والوقاية من الأمراض في أوروبا تمويلًا كبيرًا من قبل الخدمات الحكومية بما في ذلك: تنظيم الرعاية الصحية والتأمين والبرامج الاجتماعية. يبقى دور الدين والطب التقليدي غالبًا دون دراسة كافية في مثل هذه التقارير.

## وصلات خارجية
- الجمعيَّة الأوروبيَّة للصحة وعلم الاجتماع الطبيّ